# Rožnik (Ljubljana)

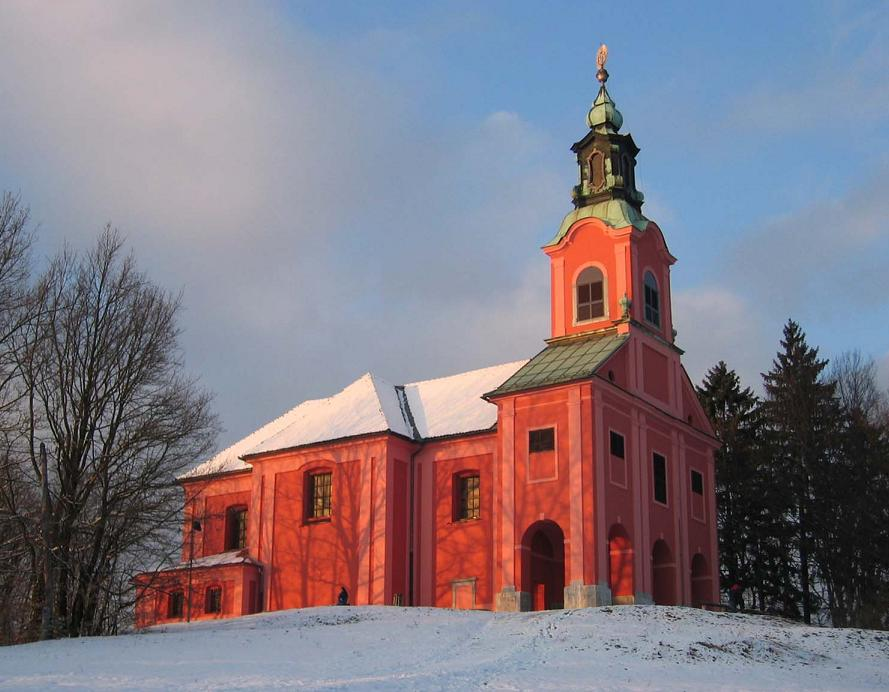
Die Mariä-Heimsuchung-Kirche auf dem Rožnik-Hügel

Rožnik ist der Name des Stadtbezirks 10 der slowenischen Hauptstadt Ljubljana. Er ist nach dem Höhenzug Rožnik benannt, an dessen südlichem Fuß er liegt. Der Bezirk grenzt an die Stadtbezirke Center im Osten, Vič im Süden sowie Dravlje und Šiška im Norden.
Er umfasst die ehemaligen Orte Rožna dolina, Vič, Vrhovci, Brdo und Bokalce und Grič sowie den südlichen Teil des Landschaftsparks Tivoli, Rožnik und Šiška-Hügel mit den Zoo von Ljubljana und der Kirche Mariä Heimsuchung auf dem Rožnik-Hügel.
Auf dem Gebiet des Stadtbezirks befinden sich unter anderem das Studentendorf Ljubljana mit dem Sender Radio Študent, das Schloss Kollmann, mehrere Fakultäten der Universität (Biotechnik, Chemie, Computer und Informationswissenschaften), das Institut für Forstwirtschaft von Slowenien, sowie das Haus von Josip Vidmar.
Die wichtigsten Wasserläufe, die durch das Gebiet des Stadtbezirks fließen, sind Gradaščica mit dem Mali Graben und Glinščica. Außerdem führt die Triester Straße durch den Stadtbezirk.